# فون داچ (ترانه)
«فون داچ» (به انگلیسی: Von Dutch) ترانه‌ای از خوانندهٔ بریتانیایی چارلی ایکس‌سی‌ایکس می‌باشد که در ۲۹ فوریهٔ سال ۲۰۲۴ از سوی آتلانتیک رکوردز منتشر گردید. این ترانه نقش تک‌آهنگ اصلی ششمین آلبوم استودیویی روبه انتشار وی تحت عنوان لوس را برعهده دارد.

## ریمیکس ادیسون ری و ای. جی. کوک
ایکس‌سی‌ایکس در ۲۲ مارس سال ۲۰۲۴ ریمیکسی از این ترانه با همکاری ری و تهیه‌کنندگی یکی از همکاران دراز مدت خود، ای. جی. کوک منتشر کرد. این ریمیکس بعد از «میشه براش مرد» دومین همکاری ایکس‌سی‌ایکس و ری به حساب می‌آید.